# Uroš Murn
Uroš Murn (* 9. Februar 1975 in Novo mesto) ist ein ehemaliger slowenischer Radrennfahrer.
Uroš Murn begann seine Karriere bei dem slowenischen Radsportteam KRKA-Telekom Slovenije. Dort fuhr er vier Jahre lang, bevor er zu Mobilvetta Design-Formaggi Trentini wechselte. 2003 gewann er das Schweizer Eintagesrennen Stausee-Rundfahrt Klingnau und wurde Zweiter bei den Philadelphia International Cycling Classic. Von 2004 bis 2006 fuhr Murn für das Schweizer Phonak Hearing Systems, das  vorübergehend an der UCI ProTour teilnahm. Er siegte in seinem ersten Jahr bei den slowenischen Meisterschaften und bei einem kleineren slowenischen Eintagesrennen, dem Grand Prix Krka. 2005 gewann er eine Etappe der Katalanischen Woche.
Im Jahr 2006  wechselte er zum slowenischen Adria Mobil-Team. Nachdem er dort keine internationalen Erfolge erzielen konnte, beendete er Ende der Saison 2010 seine Karriere als Berufsradfahrer.

## Erfolge
2002
- Grand Prix Krka

2003
- Stausee-Rundfahrt Klingnau

2004
- Slowenischer Meister – Straßenrennen
- Grand Prix Krka

2005
- eine Etappe Semana Catalana

2006
- 7. Platz WM-Strassenrennen